# Paragalago rondoensis
Paragalago rondoensis (anteriormente Galago rondoensis) é uma espécie de primata, da família Galagidae. Pesa menos de 100 g e é noturno. É endêmico da Tanzânia e vive em florestas tropicais secas e subtropicais. É encontrado apenas em uma localidade com menos de 100 km² e é ameaçado por conta da perda de habitat devido ao desmatamento.  Foi listado na publicação da Conservação Internacional, "Os 25 primatas mais ameaçados do mundo".